# Los Dioses Aztecas
Los Dioses Aztecas is een suite gecomponeerd door de Amerikaanse componist Gardner Read. Hij componeerde het werk nadat hij in 1957 een bezoek had gebracht aan Mexico-Stad. In het Nationaal Museum van Mexico deed hij indrukken op van de geloofsstukken van de Azteken en fantaseerde daarbij zijn muziek bij. Voor de uitvoering van het werk zijn slechts zes mensen nodig; zij moeten echter wel 60 slaginstrumenten bespelen. Het werk is geschreven op verzoek van het Manhattan Percussion Ensemble onder leiding van Paul Price. Zij gaven dan ook de eerste uitvoering op 8 maart 1960 en vervolgens ging het stuk op wereldtournee met uitvoeringen in onder meer België, Libanon en Perzië.
Het werk is geschreven in zeven delen:
1. Xiuhtecuhtli: Dios del fuego (God van het vuur); with savage energy
2. Mictecacihuatl: Diosa de los muertos (Godin van de doden); slowly and solemnly
3. Tlaloc: Dios de la lluvia (God van de regen); moderately fast, with steadiness
4. Tezcatlipoca: Dios de la noche (god van de nacht); slowly and mysteriously
5. Xochipilli: Dios de la Alegria y la danza (God van het plezier en de dans); gracefully and lightly
6. Coyolxauhqui: Diosa de la luna (Godin van de maan); Quietly, with serenity
7. Huitzilopochtli: Dios de la guerra (God van de oorlog); broadly, fast and fiercely

Doorgaans zijn stukken geschreven voor een ensemble bestaande uit alleen percussionisten vurig en vlammend; dat is in dit werk slechts zelden het geval. De delen 1 en 7 vormen met hun fortissimomuziek een uitzondering op voor het grotendeels rustige en kalme muziek. De muziek lijkt daarbij op een zeer geraffineerd mozaïek met verfijnde klanken.
Het instrumentarium dat benodigd is bestaat uit glockenspiel, vibrafoon, marimba, xylofoon, 4 pedaalpauken, 4 tomtoms, 2 tenordrums, 2 grote trommen, 3 tamboerijnen, 7 hangende bekkens, 1 sizzlebekken, een handbekken, 2 hooggestemde en 2 laaggestemde gongs, 5 antieke bekkens, buisklokken, 3 triangels, metaalplaten, 3 woodblocks, 5 tempelblokken, blokken met schuurpapier, 2 güiro's en 2 stel claves en een paar maraca's.

## Discografie
- Uitgave CRI American Masters: Paul Price Percussion Ensemble; een opname uit juni 1980